# Genzebe Dibaba
Genzebe Dibaba Keneni (amharsko ገንዘቤ ዲባባ ቀነኒ), etiopska atletinja, * 8. februar 1991, Bekoji, Etiopija.
Nastopila je na olimpijskih igrah v letih 2012 in 2016, ko je osvojila srebrno medaljo v teku na 1500 m. Na svetovnih prvenstvih je leta 2015 osvojila naslov prvakinje v isti disciplini in bronasto medaljo v teku na 5000 m, na svetovnih dvoranskih prvenstvih pa naslova prvakinje v teku na 3000 m v letih 2014 in 2016 ter naslov prvakinje v teku na 1500 m leta 2012. 17. julija 2015 je postavila svetovni rekord v teku na 1500 m s časom 3:50,07, ki je veljal do junija 2023.